# E-Prix de Diriyah
El e-Prix de Diriyah es una carrera de automovilismo válida para el Campeonato Mundial de Fórmula E, que actualmente se disputa en el Circuito callejero de Diriyah, en Diriyah, Arabia Saudita.

## Historia
El gobierno de Arabia Saudita y la fórmula E acordaron realizar un e-Prix en la ciudad de Riad, durante el mes de mayo del año 2018, sin embargo posteriormente la carrera se ubicó en la ciudad de Diriyah, perteneciente a la zona metropolitana de Riad, el auspiciador del e-Prix sería la compañía aérea SAUDIA, el circuito fue anunciado en el día 25 de septiembre, con una distancia de 2.847 km, sin embargo meses después fue reducida a una distancia de 2.495 km.
Fue el primer e-Prix en Oriente Medio y han firmado contrato por 10 años, es decir, hasta la temporada 2028-29.Pero al final estuvo en el calendario hasta la temporada 2023/24
Fue el primer e-Prix que se desarrolló de manera nocturna, siendo el único que se hace hasta el momento.

## Ganadores
| Edición | Piloto                 | Equipo/Unidad    | Circuito | Resultados |
| ------- | ---------------------- | ---------------- | -------- | ---------- |
| 2018-19 | António Félix da Costa | Andretti-BMW     | Diriyah  | Resultados |
| 2019-20 | Sam Bird               | Virgin           | Diriyah  | Resultados |
| 2019-20 | Alexander Sims         | Andretti-BMW     | Diriyah  | Resultados |
| 2020-21 | Nyck de Vries          | Mercedes         | Diriyah  | Resultados |
| 2020-21 | Sam Bird (2)           | Jaguar           | Diriyah  | Resultados |
| 2021-22 | Nyck de Vries (2)      | Mercedes         | Diriyah  | Resultados |
| 2021-22 | Edoardo Mortara        | Venturi-Mercedes | Diriyah  | Resultados |
| 2022-23 | Pascal Wehrlein        | Porsche          | Diriyah  | Resultados |
| 2022-23 | Pascal Wehrlein (2)    | Porsche          | Diriyah  | Resultados |
| 2023-24 | Jake Dennis            | Andretti-Porsche | Diriyah  | Resultados |
| 2023-24 | Nick Cassidy           | Jaguar           | Diriyah  | Resultados |

## Estadísticas

### Pilotos con más victorias
| Victorias | Piloto                 | Años       |
| --------- | ---------------------- | ---------- |
| 2         | Sam Bird               | 2019, 2021 |
| 2         | Nyck de Vries          | 2021, 2022 |
| 2         | Pascal Wehrlein        | 2023, 2023 |
| 1         | António Félix da Costa | 2018       |
| 1         | Alexander Sims         | 2019       |
| 1         | Edoardo Mortara        | 2022       |
| 1         | Jake Dennis            | 2024       |
| 1         | Nick Cassidy           | 2024       |

### Equipos con más victorias
| Victorias | Equipo   | Años             |
| --------- | -------- | ---------------- |
| 3         | Andretti | 2018, 2019, 2024 |
| 2         | Jaguar   | 2021, 2024       |
| 2         | Mercedes | 2021, 2022       |
| 2         | Porsche  | 2023, 2023       |
| 1         | Virgin   | 2019             |
| 1         | Venturi  | 2022             |